# Keine Cheats für die Liebe
Keine Cheats für die Liebe (jap. ヲタクに恋は難しい, Wotaku ni Koi wa Muzukashii, dt. „Liebe ist schwierig für Otaku“), kurz Wotakoi (ヲタ恋), ist eine Manga-Serie von Fujita, die seit 2014 in Japan erscheint. Sie ist in die Genres Comedy und Romantik einzuordnen und wurde 2018 als Anime-Fernsehserie adaptiert. International wurde das Werk auch als Wotakoi: Love is Hard for Otaku bekannt. 2020 kam die Realverfilmung Wotaku ni Koi wa Muzukashii in die japanischen Kinos.

## Inhalt
Überraschend trifft die Angestellte Narumi Momose auf der Arbeit ihren Kindheitsfreund Hirotaka Nifuji, der ihr neuer Kollege ist. Leider spricht er auch sofort an, dass Narumi Otaku ist und selbst Dōjinshi zeichnet und verkauft, obwohl sie das im Büro immer verheimlicht. Wegen ihres Hobbys wurde sie in der Vergangenheit immer gemieden und glaubt, dass viele Probleme in ihrem Leben daher kommen. So hatte sie nie eine längere Beziehung, denn alle Männer laufen ihr davon, sobald sie von ihrer Leidenschaft erfahren. Also lädt sie Hirotaka ein, um ihn zu überzeugen, nicht mehr darüber zu sprechen. Der schlägt vor, dass sie doch seine Freundin werden soll. Er ist selbst Gamer und hat mit ihrem Hobby kein Problem. Trotz der ähnlichen Interessen gestaltet sich die Beziehung aber schwieriger als erwartet, auch weil sich die beiden schon seit früher Kindheit kennen. Doch durch Hirotaka lernt Narumi auch weitere Kollegen kennen, die ihre Hobbys teilen: Hanako Koyanagi und Tarō Kabakura, die ganz anders als es ihr Verhalten im Büro vermuten lässt, auch ein Paar sind. So verbringen die vier häufig Zeit miteinander und den gemeinsamen Hobbys. Es zeigt sich aber auch, worin sich die Vorlieben der doch sehr Otakus unterscheiden. Nach einiger Zeit stößt auch Hirotakas kleiner Bruder Naoya immer wieder zu ihnen, der jedoch von Spielen, Manga und anderem wenig Ahnung hat. Das ändert sich, als er sich mit seiner stillen, zurückgezogenen Kommilitonin Kō Sakuragi anfreundet, die wie Hirotaka eine engagierte Gamerin ist.

## Charaktere
Narumi Momose (桃瀬 成海, Momose Narumi)
Narumi ist eine Fujoshi, die auch auf Otome Games und Idols steht. Sie macht ihr Otaku-Dasein für die Probleme in ihrem Leben verantwortlich und versucht, es vor anderen Leuten geheim zu halten, vor allem bei der Arbeit. Sie ist eine Freundin von Hirotaka aus Kindheitstagen und geht mit ihm aus.
Hirotaka Nifuji (二藤 宏嵩, Nifuji Hirotaka)
Hirotaka war Narumis Otaku-Freund aus Kindheitstagen. Er ist Gamer, welcher seine meiste Freizeit mit Computerspielen verbringt und, anders als Narumi, stört es ihn nicht, wenn jeder weiß, dass er ein Otaku ist. Er wird oft von Mädchen als attraktiv bezeichnet, aber anscheinend interessiert es ihn nicht. Er ist seit seiner Kindheit in Narumi verliebt und nun gehen sie miteinander aus.
Hanako Koyanagi (小柳 花子, Koyanagi Hanako)
Koyanagi ist Narumis Vorgesetzte, aber heimlich ist sie auch Cosplayerin, welcher normalerweise männliche Charaktere verkörpert. Zudem spielt sie Games und liest wie Narumi Yaoi-Manga. Sie geht mit Kabakura aus.
Tarō Kabakura (樺倉 太郎, Kabakura Tarō)
Kabakura ist Hirotakas Kollege aus der Arbeit, der gerne Mangas liest. Er mag Helden und Bishōjo und geht mit Koyanagi aus.
Naoya Nifuji (二藤 尚哉, Nifuji Naoya)
Naoya ist Hirotakas jüngerer Bruder und studiert an einer Universität. Außerdem arbeitet er nebenbei in einem Café. Naoya kümmert sich sehr um seinen Bruder. Er will nur das Beste für Hirotaka und er ist sehr glücklich darüber, wenn Hirotaka etwas Gutes geschieht.
Kō Sakuragi (桜城 光, Sakuragi Kō)
Kō ist introvertiert, will sich ständig entschuldigen und spielt ebenso gern wie Hirotaka. Kōs Art erinnert Naoya an seinen Bruder, sodass er beschließt, Naoya Kōs neuer Gaming-Partner zu werden. Kō ist eigentlich ein Mädchen, was Naoya nicht bewusst ist.

## Veröffentlichung
Die Serie erscheint seit April 2014 in Japan, zunächst als privates Projekt auf der Online-Plattform Pixiv. Der Verlag Ichijinsha brachte die Kapitel ab April 2015 gesammelt in bisher sieben Bänden heraus. Seit Ende 2015 ist die Serie Teil des Online-Angebots Comic Pool, einer Zusammenarbeit von Pixiv und Ichijinsha. Der fünfte Band verkaufte sich über 450.000 Mal, der sechste Band über 500.000 Mal. Am 14. Oktober 2021 erscheint der elfte und finale Band der Hauptreihe. Es wurde angekündigt, dass Keine Cheats für die Liebe einen Ableger-Manga erhalten wird, der auf Comic Pool, einem digitalen Mangaservice des Imageboards Pixiv erscheint.
Eine deutsche Übersetzung des Mangas erschien von April 2018 bis Januar 2023 bei Altraverse mit allen elf Bänden. Im Juli 2024 veröffentlichte der Verlag eine Complete Edition mit allen elf Bänden. Kodansha bringt eine englische Fassung heraus, ECC Ediciones eine spanische und Kana eine französische. Bei Istari Comics erscheint die Serie auf Russisch und bei Planet Manga auf Italienisch.

## Anime-Adaption
Bei A-1 Pictures entstand für 2018 eine Anime-Adaption der Serie. Regie führte Yoshimasa Hiraike, der auch die Drehbücher schrieb. Das Charakterdesign stammt von Takahiro Yasuda und die künstlerische Leitung lag bei Michiko Morokuma.
Die halbstündigen Folgen wurden vom 12. April bis 22. Juni 2018 im Noitamina-Progammblock von Fuji TV gezeigt. International wird die Serie von Amazon Prime in Englisch, Spanisch, Deutsch und Portugiesisch untertitelten Fassungen veröffentlicht.

### Synchronisation
| Rolle           | Japanische Stimme |
| --------------- | ----------------- |
| Narumi Momose   | Arisa Date        |
| Hirotaka Nifuji | Kent Itō          |
| Kō Sakuragi     | Aoi Yūki          |
| Hanako Koyanagi | Miyuki Sawashiro  |
| Tarō Kabakura   | Tomokazu Sugita   |
| Naoya Nifuji    | Yūki Kaji         |

### Musik
Die Musik der Serie wurde komponiert von Akimitsu Honma. Das Vorspannlied ist Fiction von Sumika und für den Abspann wurde das Lied Kimi no Tonari von Halca verwendet.